# Dionísio II de Constantinopla
Dionísio II de Constantinopla (em grego: Διονύσιος Β΄; m. julho de 1556) foi patriarca ecumênico de Constantinopla entre 1546 e 1556.

## História
Dionísio nasceu em Gálata (atualmente um bairro de Istambul). Em 1516, foi consagrado bispo pelo patriarca Teolepto I e nomeado bispo metropolitano de Nicomédia.
O patriarca Jeremias I o nomeou seu sucessor e, depois da morte dele, Dionísio foi de fato eleito em 17 de abril de 1546 apoiado por grandes manifestações populares e contra as esperanças do Santo Sínodo. Durante seu patriarcado, foi considerado culpado pelo aumento da "taxa de nomeação" (peshtesh) paga ao sultão otomano para 3 000 écus (peças de ouro) e pela demolição, ordenada pelo sultão, da grande cruz no teto da Igreja de Pamacaristo, que na época era a sede do Patriarcado.
O evento mais importante de seu patriarcado foi a viagem de 1546 pela Itália do jovem bispo metropolitano de Kayseri, Metrófanes, que, anos mais tarde, seria eleito patriarca. Dionísio II enviou-o a República de Veneza primordialmente para arrecadar fundos, mas Metrófanes também foi para Roma e se encontrou com o papa. Em 1548, a notícia provocou um grande temor entre os gregos de Istambul, provocando revoltas e uma tentativa de assassinar Dionísio, que foi considerado tão culpado quanto Metrófanes. Dionísio estava prestes a ser deposto, mas nenhuma ação foi tomada contra ele de fato porque ele gozava da confiança do sultão Solimão, o Magnífico.
Dionísio reinou até o dia de sua morte, que ainda é disputada entre os estudiosos. Várias propostas já foram feitas, como 1554 e 1555, mas a data mais correta parece ter sido julho de 1556, uma conclusão suportada por documentos venezianos.. Seja como for, Dionísio II está enterrado no Mosteiro de Kamariotissa, na ilha de Heybeliada (Chalki).